# Laure de Berny

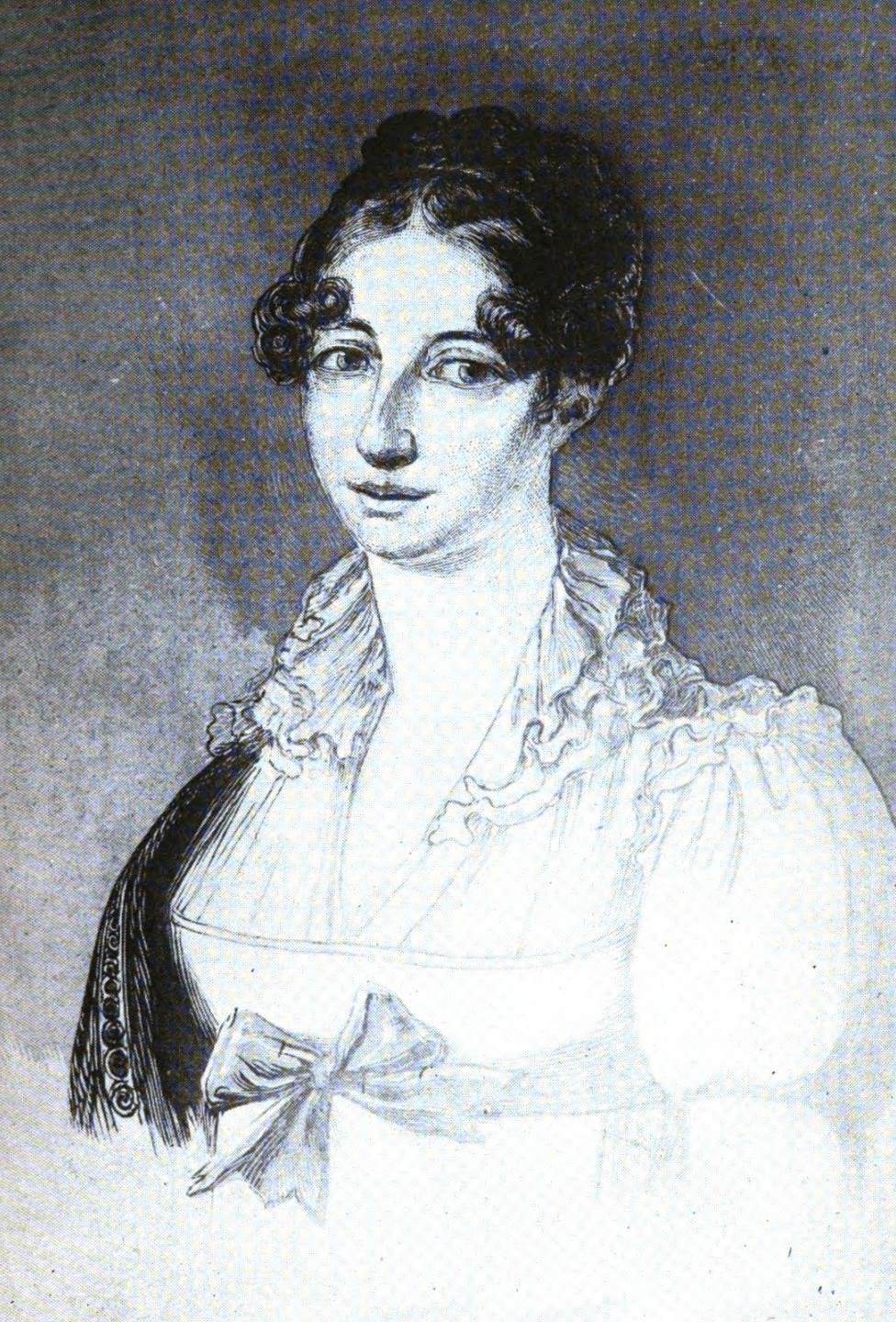
Die junge Madame de Berny in einem Porträt durch Henri-Nicolas Van Gorp (1758–1820)

Laure de Berny (geboren am 23. Mai 1777 als Louise Antoinette Laure Hinner in Versailles; gestorben am 27. Juli 1836 in Grez-sur-Loing) wurde berühmt als Geliebte und Vertraute von Honoré de Balzac, die er als Dilecta bezeichnete und deren Gestalt er in mehreren Werken referenzierte.

## Leben
Sie war die Tochter des aus Wetzlar stammenden Harfenisten am französischen Königshof, Philipp Joseph Hinner und dessen Frau Marguerite Louise Amélie Guelpe de la Borde, die eine Kammerdienerin von Marie-Antoinette war. Ihr Vater starb 1784, und ihr Stiefvater war ab 1786 der General Francois-Augustin Reinier de Jarjayes (1745–1822). Am opulenten Königshof aufgewachsen, überstand sie die Französische Revolution ab 1789 und heiratete am 8. April 1793 den altadeligen Gabriel de Berny (1768–1851). Wohl aufgrund der royalistischen Umtriebe ihres Stiefvaters geriet die ganze Familie bald unter Verdacht der Revolutionäre und musste bis zum Sturz Robespierres 1794 neun Monate in Haft verbringen. In der Ehe mit de Berny hatte Louise Antoinette neun Kinder, von denen fünf früh starben. Zwischen 1799 und 1815 hatte sie zudem eine Affäre mit dem Sekretär Lucien Bonapartes, André Campi, aus der 1804 eine weitere Tochter hervorging. Ihre Ehe mit de Berny wurde als unglücklich charakterisiert, und es gilt als nicht unwahrscheinlich, dass auch andere ihrer Kinder aus unehelichen Verhältnissen stammten.
Im Winter 1821–1822 war Madame de Berny gerade bereits Großmutter geworden, da lernte sie in Villeparisis im Haus der befreundeten Familie Balzac den Sohn des Hauses kennen. Der 20 Jahre jüngere Honoré de Balzac, der noch seine ersten literarischen Misserfolge verarbeitete und nun als Hauslehrer für seinen Bruder sowie für die Kinder von Madame de Berny verpflichtet wurde, warb begeistert um die Gunst der eleganten, lebenslustigen älteren Dame und gewann sie schließlich im Mai 1822 als Geliebte. Sie unterstützte den jungen Schriftsteller finanziell sowie durch familiäre Beziehungen. Beispielsweise kaufte ihr Sohn Alexandre Deberny 1828 Balzacs erfolglose Druckerei, die unter seiner Führung aufblühte und (später in Fusion mit einem Partnerunternehmen) noch bis 1970 als Deberny & Cie existierte.
Neben der materiellen Unterstützung vermittelte Madame de Berny Balzac auch viel von ihrer eigenen Weltkenntnis, literarischen Hintergrund sowie „weibliche Herzensgeheimnisse“, und wurde darum später von der Nachwelt als seine „mütterliche Geliebte“ angesehen, sowie als die weibliche Figur, die er am meisten geliebt haben soll. Balzac selbst vermerkte nach ihrem Tod, sie sei für ihn „mehr als eine Mutter und mehr als eine Freundin“ gewesen. Dass Balzac sie nach seinem literarischen Erfolg mit anderen Frauen betrog, nahm sie hin.

## Nachwirkung
Madame de Berny diente Balzac als literarische Musterfrau für die Figuren in mehreren seiner Werke, darunter die Madame Firmiani (gewidmet ihrem Sohn Alexandre), die Madame de Mortsauf in Le Lys dans la vallée und die Pauline in Louis Lambert.
In dem 1973 erschienenen Fernsehfilm Un grand amour de Balzac spielte Élina Labourdette die Rolle der Madame de Berny. In der auf TF1 ausgestrahlten Filmbiographie Balzac – Ein Leben voller Leidenschaft von 1999 wurde de Berny von Virna Lisi verkörpert.